# Villa rustica de la Cârnești
Villa rustica este situată în hotarul localității Cârnești din județul Hunedoara, la circa 300 m vest de sat, la sud de drumul spre Ostrov, în punctul numit Mezeiniță. 

## Legături exerne
- Roman castra from Romania (includes villae rusticae) - Google Maps / Earth Arhivat în 5 decembrie 2012, la Archive.is